# Automeropsis accuminata
Automeropsis accuminata är en fjärilsart som beskrevs av J. Peter Maassen och Gustav Weymer 1886. Automeropsis accuminata ingår i släktet Automeropsis och familjen påfågelsspinnare. Inga underarter finns listade i Catalogue of Life.